# B-17 (航空機)
ボーイング B-17 フライングフォートレス
飛行するB-17G-35-DL 42-107112(奥)
B-17G-70-BO 43-37675(中央)
(第532爆撃編隊所属、1944年撮影)
- 用途：戦略爆撃機
- 分類：爆撃機
- 製造者：ボーイング社
- 運用者：

  -  アメリカ陸軍航空隊、陸軍航空軍
  -  イギリス空軍ほか
- 初飛行：1935年7月28日
- 生産数：12,731機[1][2]
- 運用開始：1938年4月
- 退役：1968年（ブラジル空軍）
- 運用状況：退役
- ユニットコスト：23万8,329米ドル（1945年）[3]
- 派生型：

  - XB-38
  - YB-40
  - C-108

ボーイング B-17 フライングフォートレス（Boeing B-17 Flying Fortress）は、アメリカ合衆国のボーイング社が開発した大型戦略爆撃機。愛称の「フライングフォートレス（Flying Fortress）」は、「飛行要塞・空飛ぶ要塞」の意。

## 特徴
B-17は沿岸防衛用として哨戒と敵艦の攻撃用に立案されたが、1934年に「敵国の軍隊よりもさらに重要である、その国の工業組織を目標」とする「護衛なしでやっていける」爆撃機を目指すことになった。
B-17の機体ラインは非常に滑らかな曲線と直線で構成されていたが、戦時中に改修・投入された後期型は自衛用に多数の機銃が追加されていた。B-17はエンジンの排気でタービンを回して高空の希薄な空気を十分な密度に圧縮してエンジンに送り込む排気タービン過給器（ターボチャージャー）によって、良好な高度性能を備えていた。しかし機体は密閉・与圧されていなかったため、寒冷地や高空では、搭乗員は従来と同様の防寒服装を必要とした。
B-17は4発のエンジンを搭載する冗長性・信頼性の高さに加えて強固な防弾装備と多くの防御火器で身を固めていたため、零戦の20ミリ機銃ですら効果は低く、撃墜は困難であった。防御火器は試作機で機銃5丁、後期型のG型では実に13丁の12.7 mm M2機関銃を装備していた。
機体に描かれた女性の絵等はアメリカ人らしさがうかがえるが、これらの絵や文字を撮影したのは映画監督のウィリアム・ワイラーである。

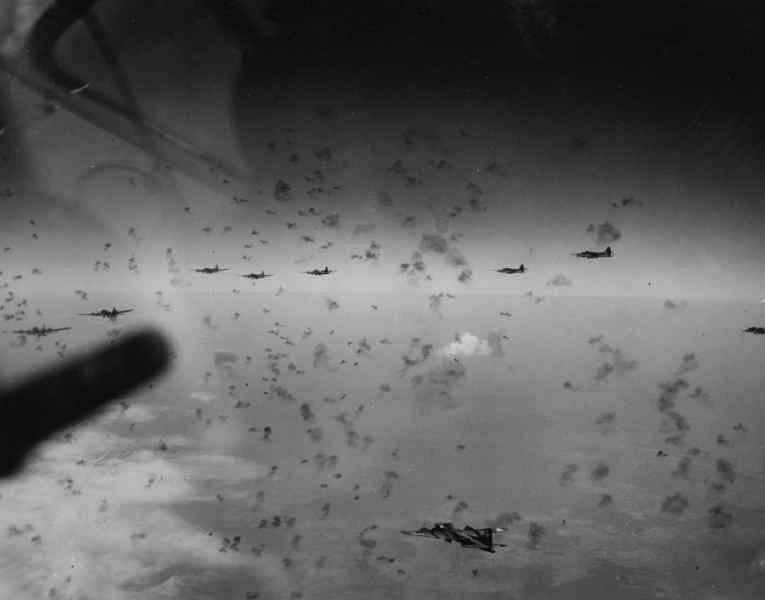
ドイツ上空で対空砲火を受けるB-17
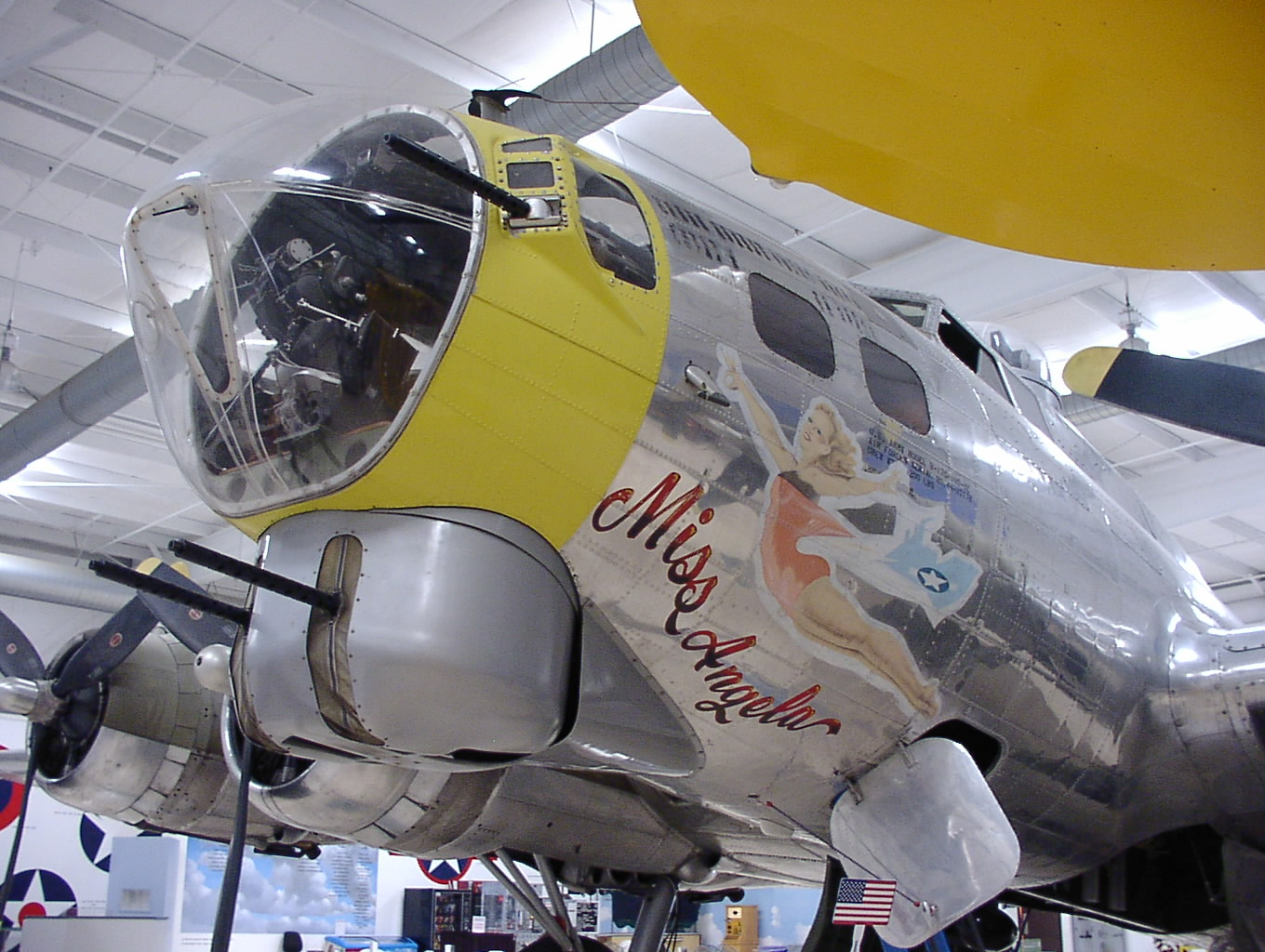
B-17Gの機首先端下にある12.7mm 2門のガンタレット

## 歴史

### 開発段階

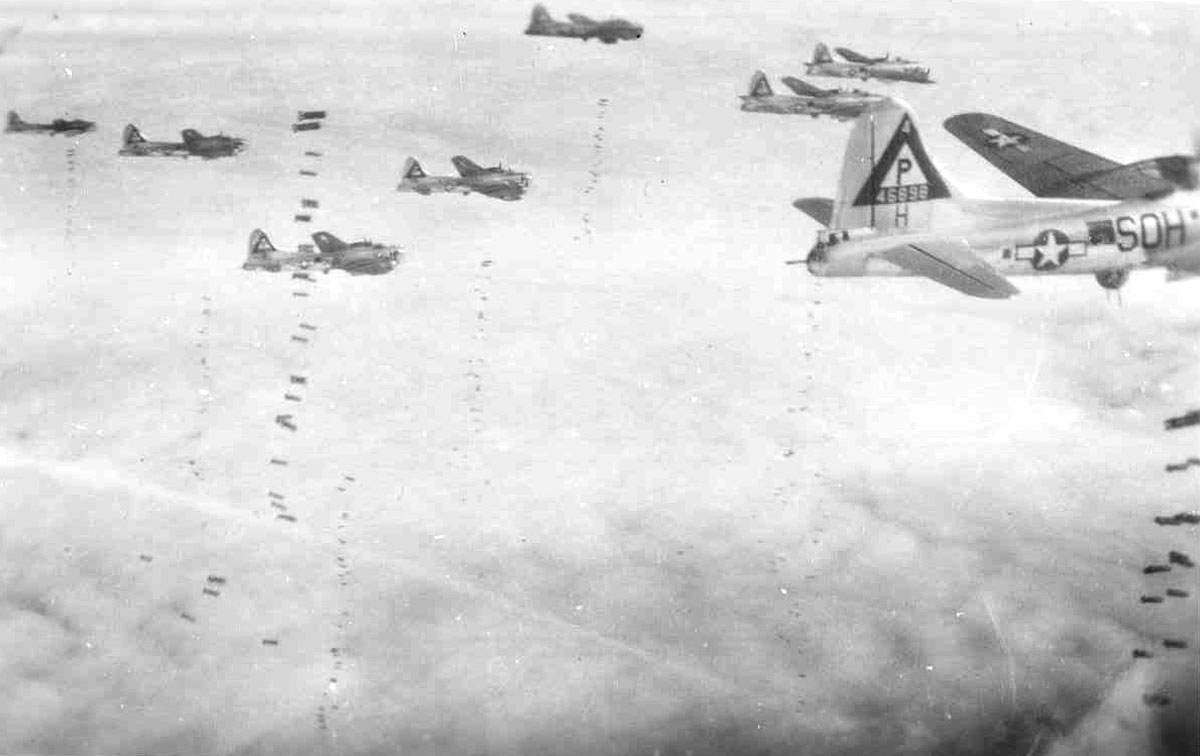
爆撃を行うB-17Gの編隊。

1934年8月8日、アメリカ陸軍は、当時の主力爆撃機だったマーティン社製B-10双発爆撃機の後継機として、航続力と爆弾搭載量を2倍に強化した『多発爆撃機』を国内航空機メーカーに要求した。その当初の目的は、アラスカやハワイなど、アメリカの中心部から遠く離れた沿岸地域を防衛するためだったが、第二次世界大戦参戦以前のアメリカは孤立主義的傾向が強く、このような高性能・高コストの爆撃機を保有する事については議会や納税者からの反対が根強かった。
陸軍航空隊ヘンリー・アーノルドは、「敵国を攻撃するための兵器ではなく、アメリカ本土防衛のための兵器である」という名目のもと、フライング・フォートレス（空飛ぶ要塞）と命名した。1936年に採用されたB-17はアルゼンチンの新大統領就任式への派遣を皮切りにブエノスアイレスからマイアミまでの世界初となる爆撃機による8000kmの長距離飛行、アメリカ横断最速記録の樹立、そして、1938年のイタリア客船レックスへの捜索、捕捉、攻撃訓練を実施して、フライング・フォートレスが空飛ぶ要塞として有用であることを証明した。列車砲の代替兵器として、アメリカの長大な海岸線で敵上陸軍を阻止迎撃することが念頭にあったためである。

### 欧州戦線

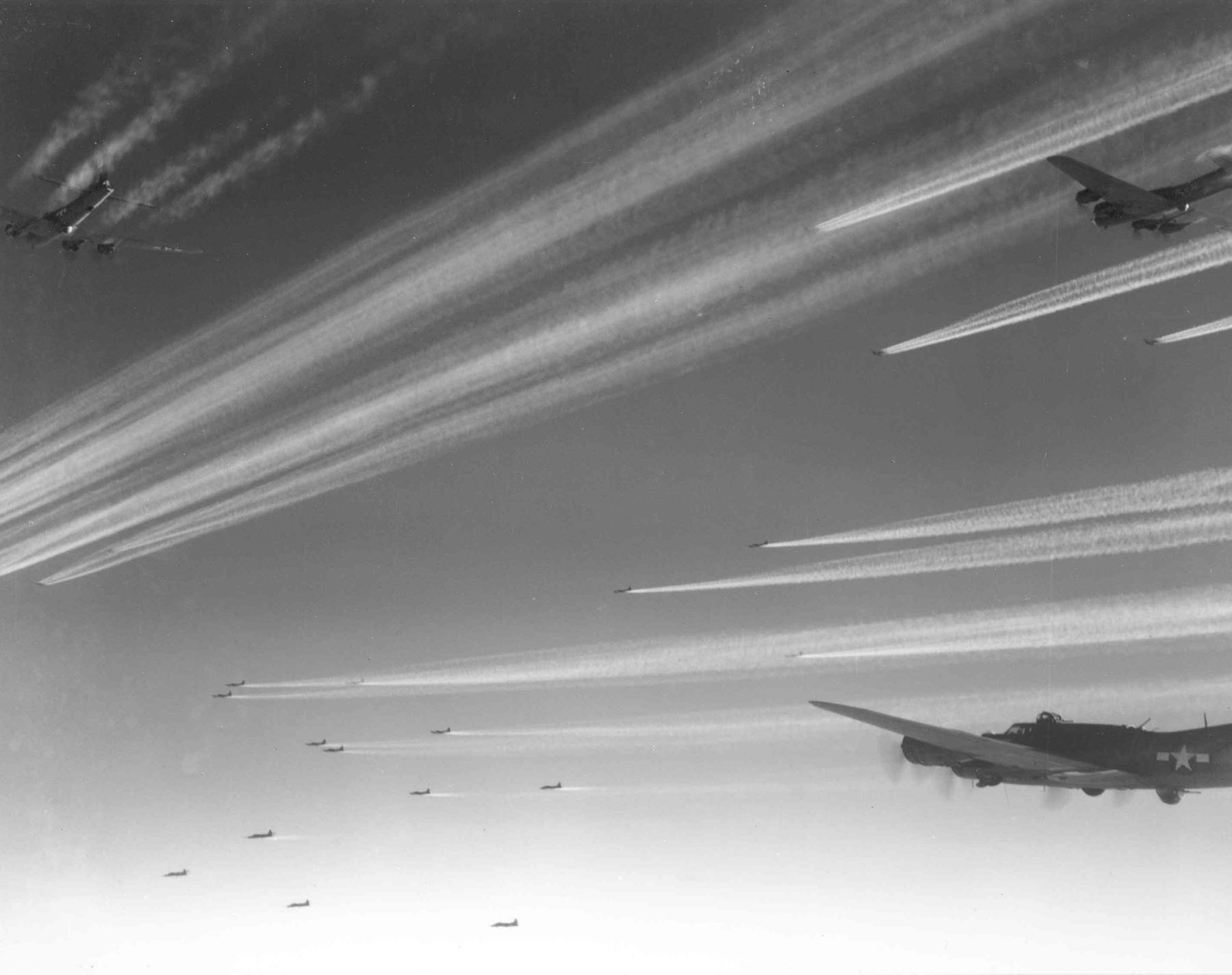
欧州戦線で編隊を組むB-17F。

第二次大戦開戦後、イギリスにC型が貸与され「フォートレス Mk.I」として、E型が「フォートレス Mk.II」、F型が「フォートレスMk.III」として運用された。しかし搭乗員・整備員の訓練不足に加えて少数機での爆撃にとどまったこと、爆撃照準器がノルデン爆撃照準器ではないことなどから、供与当初は目立った戦果をあげられなかった。後にフォートレスMk.Iの戦訓はD型に反映されることになった。
アメリカの欧州参戦後はアメリカ陸軍の主力爆撃機として活躍し、主にイギリスを基地とした対ドイツ本土空襲への昼間爆撃に従事した。だが、イギリスで兵力を蓄積しはじめた1942年はトーチ作戦（およびその後の北アフリカの作戦）が開始され、そのために戦力を抽出されてしまったためヨーロッパでの本格的な爆撃作戦は実施できなかった。そして戦局が連合軍側優位に傾き、さらに兵力の蓄積が進んだ1943年から昼間爆撃が本格化、フランスへの近距離爆撃で経験を積んでからドイツ本土への爆撃にも出撃するようになった。護衛戦闘機の航続距離が充分でなかった1943年頃まではドイツの迎撃戦闘機により多数の（時には10%を越える）損害が出ていたが、B-17の編隊はコンバット・ボックスで濃密な防御砲火の弾幕を張り、ドイツ戦闘機隊の攻撃を妨害するどころか逆に撃墜することもしばしばだった。迎撃に当たったドイツ空軍では最も火力が少ない正面からの一撃離脱戦法やFw190による「突撃飛行隊」の編成などで一定の戦果を上げたが、機銃と防御性能の強化により効果が減じられ、1944年以降はB/C型からD型に改良されたP-51マスタングをはじめとする高性能な戦闘機がB-17の護衛として随伴するとドイツの戦闘機は接近すら難しくなり、B-17の損害は一気に減少した。
4発機のB-17は頑丈で優れた安定性を持つ機体でもあるため、エンジンの一つや二つが止まっても機体や翼が穴だらけになってもイギリスまで帰ってきたものが多数あった（著名な例として42-3167号機がある）。ドイツ本土への侵攻では、撃墜されてしまうとそれだけ多くの搭乗員を失ってしまうため（脱出しても捕虜になってしまうため）、機体そのものはボロボロになっても貴重な人材を連れ帰ることができるという点は非常に重要だった。そのような特徴は多くの搭乗員に愛され、「空の女王」という異名も授かっている。また、B-24よりもB-17のほうが攻撃されにくかったから、乗員はB-17を好んだ。
以上の特徴から、B-17はおもに都市への夜間爆撃を担当したイギリス空軍のランカスター爆撃機以上にドイツの継戦能力を削ぐ立役者となった。なお、B-17とランカスターの米英2大爆撃機は、第二次世界大戦中に各々約60万トンの爆弾を投下した。（後継機のB-29が日本へ投弾した量は約17万トン。）

### アジア・太平洋戦線

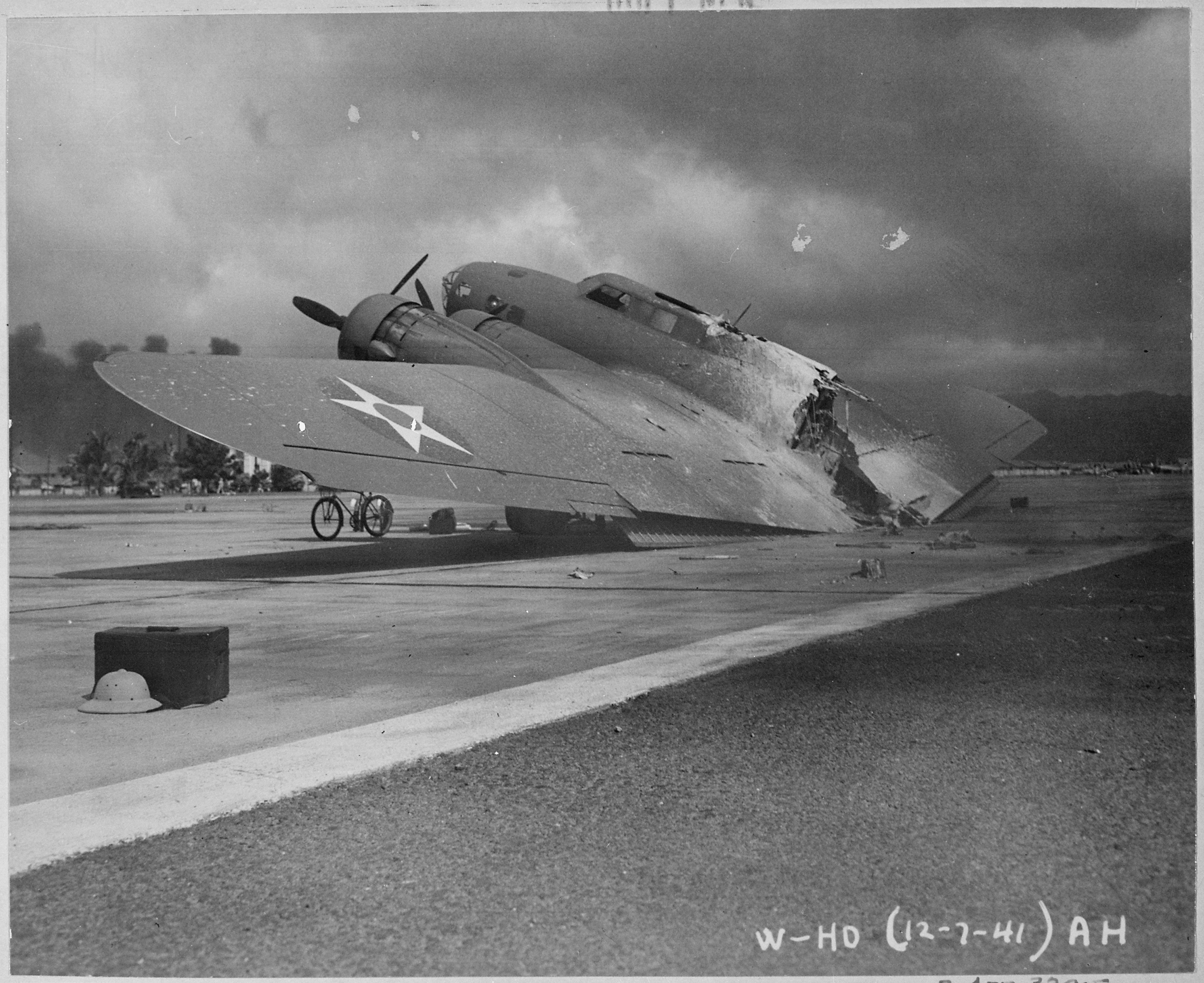
日本軍による真珠湾攻撃時にヒッカム飛行場で撃破されたB-17。

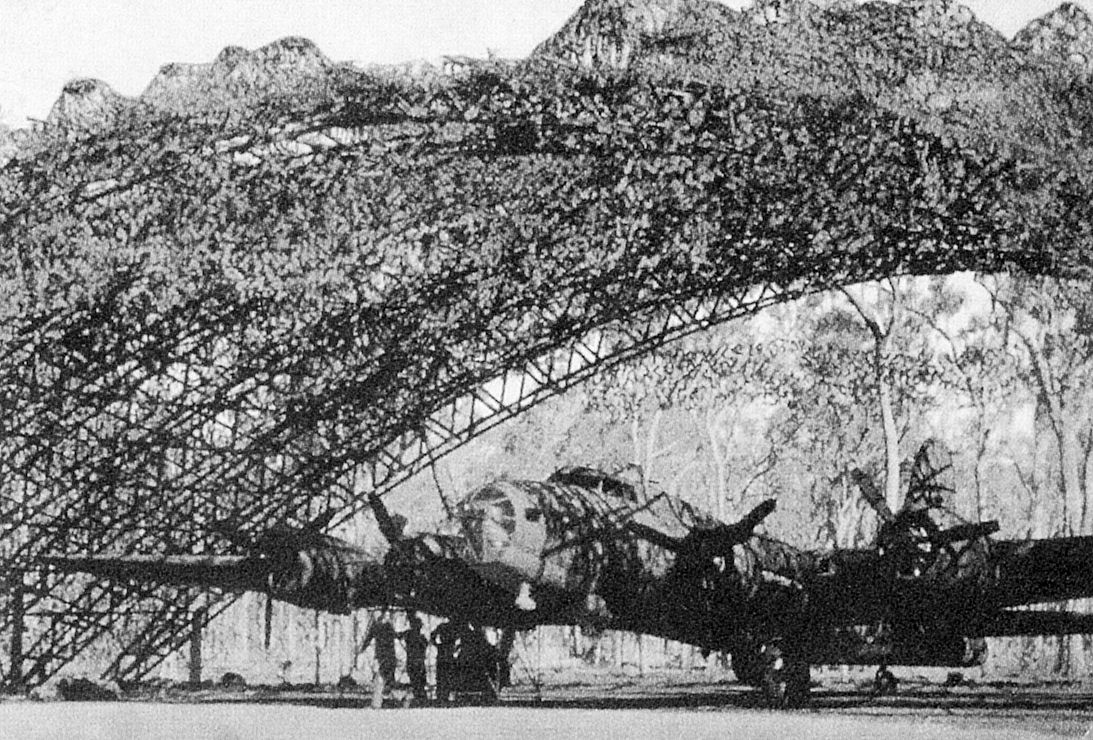
オーストラリア国内の基地に展開するB-17。

B-17は主にハワイやアラスカ本土、アリューシャン列島、アメリカの植民地のフィリピンや同じ連合国のオランダ領東インド、オーストラリアに配備され、1943年頃まで活動した。
1941年12月8日に日本海軍によって行われた真珠湾攻撃においては、ヒッカム飛行場におかれていたB-17が日本軍の攻撃隊により地上撃破された。さらに攻撃中にアメリカ本土より飛行してきたB-17の編隊が、攻撃を行う日本海軍機と誤認され地上からの攻撃を受け、損傷した機がオアフ島内のゴルフ場に不時着している。またフィリピンのクラーク基地にいたあるパイロットが、「無塗装のB-17の外板の反射は、それが半ば隠されていてもおよそ110km離れたところからも見える」と指摘した。このようなカムフラージュ手法の油断で開戦時にアメリカ軍は相手につけこまれることになったのである。
1942年2月19日には蘭印作戦において、日本陸軍飛行第64戦隊・飛行第59戦隊の一式戦闘機「隼」は、バンドンの第7爆撃航空群への補充として飛行中であった2機のB-17Eとバタヴィア沖上空にて交戦した。B-17は2機の「隼」を旋回機関銃で撃墜するも1機（41-2503号機）が墜とされている。また攻撃を逃れバンドンへ到着したもう1機は日本軍の空襲により地上で焼失している。
1942年5月から1943年10月にかけて行われたアリューシャン方面の戦いでは、アラスカ本土の基地に駐留するB-17がアリューシャン列島のアッツ島やキスカ島に上陸した日本軍や、それを援護する日本軍の艦船に対する空襲を数度に渡り行っているが、さしたる被害を日本軍に与えることはできなかった。一方、南東方面ではポートモレスビーを主たる基地として出撃し、ラバウルやブイン等の日本軍根拠地に対する爆撃のほか、オーストラリア国内の基地を拠点に洋上哨戒にも活動した。
ガダルカナル島攻防戦に参加した第六海軍航空隊飛行隊長兼分隊長の小福田少佐は、「一般的にいってB-17とB-24は苦手であった。そのいわゆる自動閉鎖式防弾燃料タンクのため、被弾してもなかなか火災を起こさなかったことと、わが対大型機攻撃訓練の未熟のため、距離の判定になれず、遠距離から射撃する場合が多く、命中弾が得にくいからであった。（中略）撃墜はしたが、それは主として零戦がしつこく、しかも寄ってたかって敵機を満身創痍という格好にしたり、またわが練達の士が十分接近して20ミリ銃弾を十分打ち込んだり、または勇敢な体当たりによるもので、尋常一様の攻撃ではなかなか落ちなかった。（後略）」と語っている。
B-17の対策は1942年初めに日本海軍が取りかかり、日本陸軍は12月末にB-17対策委員会を設け、鹵獲した数機のアメリカ軍機をこれに充てた。共に対策の第一は機銃の威力増強であった。海軍の零戦は世界に先駆けて20ミリ機銃を採用しており、B-17程度の防御力なら一発で撃墜可能と考えていたが効果がないという報告があった。川上陽平海軍技術少佐によれば、調査の結果、これは威力不足ではなく、5メートルほどの標的での射撃訓練を受けたパイロットが大型で尾部に防御火力を持つ四発重爆に対して、照準器の視野にあふれるため、相当接近したと錯覚して有効射程外から射撃して退避していることが原因であったという。当時、搭載されていた20ミリ機銃でも威力不足と判断した日本海軍は30ミリ機銃の開発を決定し、1942年末には二式30ミリ機銃の試作品が完成し、1943年7月にはこれを装備した零戦がラバウルに送られ、アメリカ軍の大型航空機を一発で大破させた。
陸軍の対策委員会発足当時は有効な20ミリ機銃がなく、1943年秋にドイツから入手したマウザーMG151/20が東部ニューギニアで一部に使用され、国産のホ五の装備開始は1944年3月からだった。対策委員会は応急処置として37ミリ戦車砲を屠龍と百式司偵に取り付けて1943年2月にラバウルに送ったが、一発ごとに手で装填するため空中では役に立ちがたかった。B-17対策に基づいて、航空機用の大口径砲は、37ミリのホ二〇三、40ミリのホ三〇一、57ミリのホ四〇一の3種が昭和18年度(1943年度)装備に決められた。ホ二〇三を屠龍に、ホ三〇一を鐘馗に装備し、1943年中に実戦で使用した。
しかし、航続距離に優れるB-24が揃ってくると1942年から1943年にかけてB-17装備部隊は順次B-24に改編されるか、、あるいは他方面に転出していき太平洋戦線においては戦争後半には偵察や救難などに従事している機体を除き、航続距離に難のあるB-17は姿を消した。偵察や救難などに従事している機体は、B-29やB-24による日本本土空襲の支援を行った。
1945年5月のドイツ降伏後、アメリカ陸軍ではヨーロッパ戦線で使用されていたB-17を太平洋戦線に回航して日本への戦略爆撃に使用することが検討されたが、ロバート・マクナマラら将校の分析によりB-29を大量生産した方が効率的と判明し、それらのB-17は廃棄された。

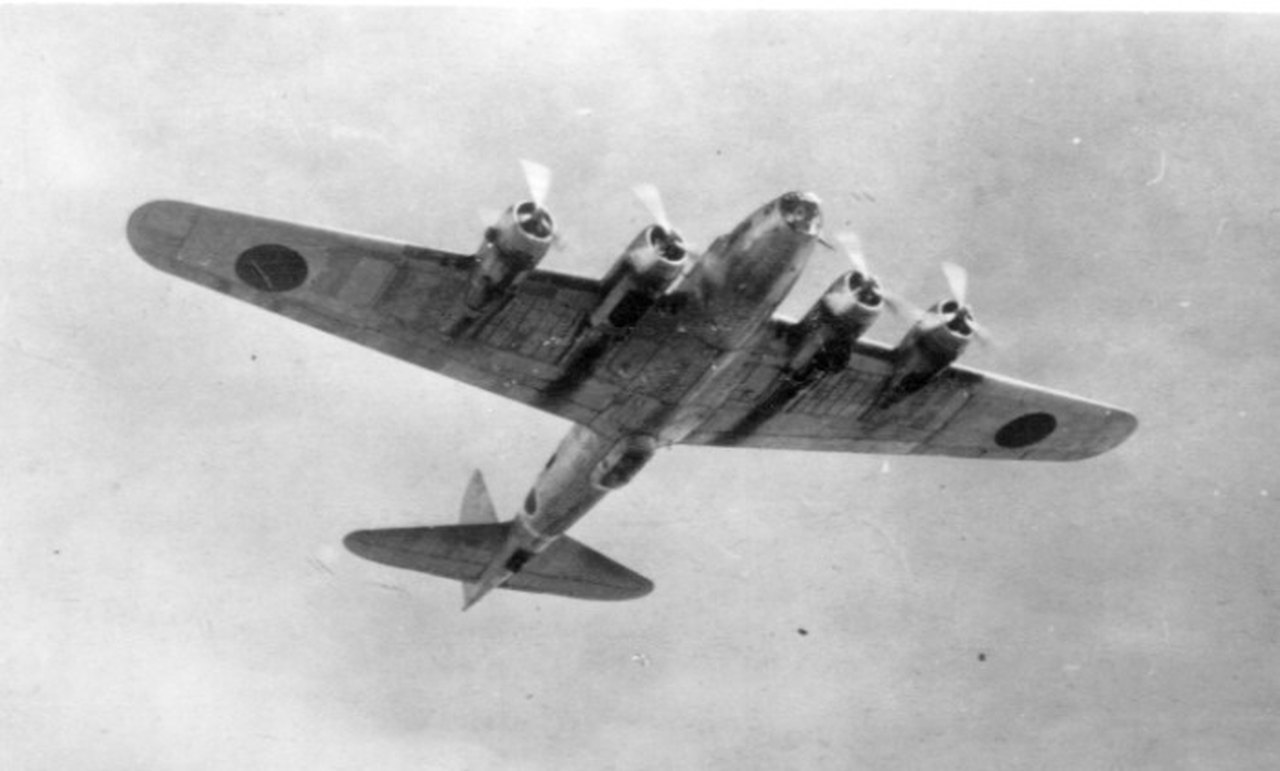
日本陸軍に鹵獲され、日の丸の国籍標識を描きテスト飛行中のB-17。

なお、対日戦開戦直後に、オランダ領東インドのジャワ島やコレヒドール島などに展開していたアメリカ軍のB-17CやB-17Dなど複数の機体が、逃げ遅れたため日本陸軍に完全な形で鹵獲されている。鹵獲後はP-40やホーカー ハリケーン、バッファロー、ハドソンなど他の鹵獲機と同じように、内地の陸軍飛行実験部に送られ研究対象にされた。これらの鹵獲機の調査結果については当時の航空雑誌にも発表されていて、性能はともかく装備品の優秀なこと、エンジンに油漏れがなく野外に長く放置してもこれという整備なしに一発でかかること、乗員に対する居住性の配慮がゆきとどいていること、前輪式の離着陸が楽なことなどは率直に褒めている。B-17のノルデン式爆撃照準器からA-20の前輪のシミー・ダンパー、果てはP-40のスロットル・レバーのバネに至るまでコピーされた。
その他、飛行第64戦隊などは鹵獲した機体を南方で対大型重爆戦の攻撃訓練に使用している。または「敵機爆音集」と題し銃後の防空意識高揚のため高度別エンジン音と解説を収録されたり、羽田飛行場での鹵獲機展示会で展示された後、全国を巡回展示されたものもある。
さらに一式戦「隼」の開発模様を描いた1942年10月公開の映画『翼の凱歌』では、終盤の戦闘シーンにおいて鹵獲B-17が飛行第1戦隊（撮影協力の飛行戦隊）に所属する多数の「隼」ともども撮影に使用されている。これらの鹵獲機は終戦後、アメリカ軍によって廃棄されている。
太平洋戦争開戦以前の1939年頃には、ボーイング社から日本に対してB-17の売り込みがなされたこともあった。

### 戦後
1948年から始まった第一次中東戦争では、イスラエルのエジプト爆撃においてBf 109の戦後チェコ生産型でもあるS-199戦闘機に護衛されたB-17が、エジプト軍のスピットファイア戦闘機に迎撃されるという事態が生じている。他にも、森林火災と戦うための水爆弾の搭載機に改造されたB-17もある。また、アメリカのキャノン機関に拉致監禁されていた鹿地亘（本名・瀬口貢）の証言によれば沖縄から立川に移動させられる際にB-17に搭乗したという。

## 生産数
B-17各型の合計生産数は12,731機。うち、ボーイング生産6,981機、ほかに3,000機がダグラス、2,750機がロッキード傘下のベガ・エアクラフトによって製造された。
| 型         | 生産数 | 内訳  | 初飛行        |
| ---------- | ------ | ----- | ------------- |
| モデル 299 | 1      |       | 1935年7月28日 |
| YB-17      | 13     |       | 1936年12月2日 |
| YB-17A     | 1      |       | 1938年4月29日 |
| B-17B      | 39     |       | 1939年6月27日 |
| B-17C      | 38     |       | 1940年7月21日 |
| B-17D      | 42     |       | 1941年2月3日  |
| B-17E      | 512    |       | 1941年9月5日  |
| B-17F      | 3,405  |       | 1942年5月30日 |
| ボーイング |        | 2,300 |               |
| ダグラス   |        | 605   |               |
| ベガ       |        | 500   |               |
| B-17G      | 8,680  |       |               |
| ボーイング |        | 4,035 |               |
| ダグラス   |        | 2,395 |               |
| ベガ       |        | 2,250 |               |
| 総計       | 12,731 |       |               |

## 諸元
| 機体名       | B-17G | B-17G | B-17G |
| ------------ | --- | --- | --- |
| ミッション   | BASIC | MAX BOMB | FERRY |
| 全長         | 74.8ft (22.8m) | 74.8ft (22.8m) | 74.8ft (22.8m) |
| 全幅         | 103.8ft (31.64m) | 103.8ft (31.64m) | 103.8ft (31.64m) |
| 全高         | 19.1ft (5.82m) | 19.1ft (5.82m) | 19.1ft (5.82m) |
| 翼面積       | 1,420ft2 (131.92m2) | 1,420ft2 (131.92m2) | 1,420ft2 (131.92m2) |
| 空虚重量     | 35,972lbs (16,317kg) | 35,972lbs (16,317kg) | 35,972lbs (16,317kg) |
| 離陸重量     | 67,860lbs (30,781kg) | 67,864lbs (30,783kg) | 64,975lbs (29,472kg) |
| 戦闘重量     | 48,692lbs (22,086kg) | 47,384lbs (21,493kg) | 45,535lbs (20,654kg) |
| 燃料         | 2,570gal (9,729ℓ) | 2,104gal (7,965ℓ) | 3,600gal (13,627ℓ) |
| 爆弾搭載量   | 10,000lbs (4,536kg) | 12,800lbs (5,806kg) | ― |
| プロペラ     | ブレード3枚 直径11ft 7in (3.53m) ×4 | ブレード3枚 直径11ft 7in (3.53m) ×4 | ブレード3枚 直径11ft 7in (3.53m) ×4 |
| エンジン     | Wright R-1820-97 (1,200Bhp 最大：1,380Bhp) ×4 | Wright R-1820-97 (1,200Bhp 最大：1,380Bhp) ×4 | Wright R-1820-97 (1,200Bhp 最大：1,380Bhp) ×4 |
| 最高速度     | 282kn/26,700ft (522km/h 高度8,138m) | 283kn/26,700ft (524km/h 高度8,138m) | 284kn/26,700ft (526km/h 高度8,138m) |
| 上昇能力     | 1,870ft/m S.L. (9.50m/s 海面高度) | 1,940ft/m S.L. (9.86m/s 海面高度) | 2,045ft/m S.L. (10.39m/s 海面高度) |
| 実用上昇限度 | 36,950ft (11,262m) | 37,400ft (11,400m) | 38,000ft (11,582m) |
| 航続距離     | 1,529n.mile (2,832km) | ― | 2,624n.mile (4,860km) |
| 戦闘行動半径 | 873n.mile (1,617km) | 689n.mile (1,276km) | ― |
| 武装         | 12.7mm M2 Browning×12 (弾数計5,970発) | 12.7mm M2 Browning×12 (弾数計5,970発) | 12.7mm M2 Browning×12 (弾数計5,970発) |
| 搭載能力     | GP 2,000lbs×2・AP 1,600lbs×8・GP 1,000lbs×6・AP 1,000lbs×10・GP 500lbs×12・GP 250lbs×16・GP 100lbs×24 上記の爆弾から12,800lbs (5,806kg) まで搭載可能 | GP 2,000lbs×2・AP 1,600lbs×8・GP 1,000lbs×6・AP 1,000lbs×10・GP 500lbs×12・GP 250lbs×16・GP 100lbs×24 上記の爆弾から12,800lbs (5,806kg) まで搭載可能 | GP 2,000lbs×2・AP 1,600lbs×8・GP 1,000lbs×6・AP 1,000lbs×10・GP 500lbs×12・GP 250lbs×16・GP 100lbs×24 上記の爆弾から12,800lbs (5,806kg) まで搭載可能 |

## 派生型
ボーイング モデル299 (XB-17)
アメリカ陸軍航空隊の要求に答えるためボーイングが開発したB-17最初の試作機。プラット・アンド・ホイットニー R-1690エンジン搭載。1935年に評価試験が行われ、他社との競合に勝ち開発契約を受注した。それ以来XB-17とも呼ばれたが、これは公式のものではない。1機製造。試作機が飛行したのは1935年7月28日であるが、その1か月後の回送飛行の際、中間寄港なしで、3,400kmを9時間で飛行することができた。この試作機は10月30日に離陸事故で破壊した。
Y1B-17 (YB-17)
モデル299により開発契約を受注した後に開発した試作機。ライト R-1820エンジンを装備。1936年12月2日初飛行。13機製造。
B-17A (Y1B-17A)
元々Y1B-17の静的試験のテストヘッドとして使用するはずだったが軍部は必要ないと判断、代わりにエンジンのテストヘッドとして使用された型。ターボチャージャーを各エンジンナセル下部に装備し試験を行いY1B-17より速く飛行できる事を証明した。試験終了後、B-17Aと改名した。1機製造。
B-17B
B-17の最初の量産型。1939年6月27日初飛行。B-17Aと比較してラダーとフラップを大型化、より強力なR-1820-51エンジンが装備された。機首銃塔は12.7mm機関銃に変更、機首上部の突起を除去した。内部システムも多くが変更され、特に注目すべきは空気ブレーキから油圧ブレーキに変更した事だった。1942年10月にB-17Bは全てRB-17Bに変更され、訓練や輸送、連絡任務に使用された（「R」はrestrictedの制限という意味である）。39機製造。
B-17C
より強力なR-1820-65エンジンに変更、銃塔やセルフシーリング式燃料タンク等の改修が行われた型。1940年7月初飛行。レンドリース法により、イギリス空軍に20機余りがFortress Mk Iとして供与、38機製造。
B-17D
カウルフラップや電気系統等の変更、外部爆弾架の廃止、防弾版追加や防御機銃強化などが行われた型。42機製造、18機のB-17CがB-17Dに改修された。
B-17E
大規模な再設計が行われた型。ボーイング307に基づいた新しい垂直尾翼となり、後方の防御性向上のため尾部防御機銃を追加。胴体下部銃塔は生産機の最初の5分の1はB-25の胴体上部銃塔とよく似たものが装備され、後のB-17Eはボールターレットが装備された。512機製造、イギリス空軍にもFortress IIAとして供与された。
B-17F
　機首防御機銃を増設、機体強化により爆装量が1,900 kgから3,600 kgに増加した型。これにより巡航速度は110 km/h低下したが、爆装量増加のメリットの方が遥かに有効であった。燃料タンクも増設、航続距離は1,400 kmに達した。3,405機製造、イギリス空軍にもFortress IIとして供与された。ロッキード社とダグラス社もこの型の生産に協力し、それぞれ500機と605機を生産した。残りはシアトルのボーイング社で生産された。
B-17G
最多生産型。機首の「あご」に更に防御機銃を追加、生産数の多さから様々な用途に改修された。8,680機製造。Fortress IIIとして85機がイギリスに供与された。ボーイング社は4,035機、ダグラス社はロングビーチにおいて2,395機、ロッキード社はバーバンクで2,250機を生産した。
CB-17G
64人の人員を輸送可能にした輸送機型。
DB-17G
標的機の派生
JB-17G
機首にアリソン T-56ターボプロップエンジンを装備したテストヘッド機。
MB-17G
ミサイル発射試験の母機。
QB-17L
標的機。
QB-17N
標的機。
RB-17G
偵察機の派生。
SB-17G
救難機。後にB-17Hに改名。
TB-17G
特務訓練機。
VB-17G
VIP輸送機。
XB-38
アリソンV-1710-89換装型。試作のみ。
B-40
編隊を敵機から掩護するために銃座を増設した護衛爆撃機。日本軍の翼端援護機に相当する。しかし銃弾の重量で飛行速度が鈍足で編隊についていけず、爆弾投下後は身軽になった編隊との性能差は更に開き、足手まといにしかならなかった。折しも護衛戦闘機の航続距離に目処がついたため、そのまま計画中止となり大半の機体は元のB-17Fに戻された。
XB-40
B-17Fの1機をベガ社で改造。
YB-40
20機改造。
TB-40
YB-40の搭乗員練習機。4機。Y/TB-40はベガ社のモデルナンバーを持つが改造作業はダグラス社で行われた。
PB
海軍型。P2BあるいはP4D/P3Vとならずボーイング・モデル50(PB)と同じ型番が与えられ、重複しているため注意。また20機のB-17Gが海軍においてその名称のままで使用された。
XPB-1
各種テストに使用
PB-1G
B-17H/SB-17Gに相当する海上救難型。
PB-1W
早期警戒型。
F-9
写真偵察型。1945年にFB-17に、さらに1948年にRB-17と呼称が変更された。第二次大戦後も1952年からCIAの協力で、台湾の国府空軍第8大隊第34中隊が運用。対中国情報収集のため、同隊のB-26と共に838回の夜間偵察を行い、迎撃により3機が失われた。これら偵察機とは別に第一線を退いた老朽機が1947年までRB-17と類別されていたがZB-17となった。
BQ-7
「アフロディーテ作戦」によって開発された無線誘導飛行爆弾。不要な装備を全て外し、コックピットにテレビカメラを計器盤と外を見るための計2台を設置して無線操縦できるようにされていた。だが、炸薬の安全装置解除が遠隔操作ではできないなどの問題があったため、パイロットと航空機関士が搭乗して離陸を行い、イギリス領空内で誘導母機と合流し炸薬の安全装置を解除してから脱出するという無人機としてはまだ不完全なものだった。BQ-7は1944年4月から攻撃任務に投入されたものの、当時の技術的な問題から途中で操縦不能に陥り墜落することが多く攻撃は一度も成功しなかった。無線操縦装置の改良は続けられたが、その後ノルマンディー上陸作戦の成功により目標施設の地上制圧が可能になったこともあり、1945年に作戦中止となった。無人機型B-17は戦後も運用され、1946年の核実験「クロスロード作戦」では新型の無線操縦装置を取り付けたQB-17が核爆発後の降下物測定に使用された。
CQ-4
BQ-7の誘導母機。
C-108
試作輸送機型。これとは別に輸送機に改造された機体はCB-17、あるいはVB-17と呼称された。
ドルニエ Do 200
ドイツ空軍が輸送機として鹵獲運用していたB-17に与えた秘匿名称。
ボーイング307
B-17主翼・尾翼を利用した旅客機。世界で最初に客室を与圧した機体として有名。
中島飛行機　G8N 連山
南方にて日本軍が鹵獲したB-17を解体調査して得られたデータが開発に使用されている。機銃の配置もB-17と同一(B-17の機銃が12.7ミリ機銃が12門なのに対し、連山は20ミリ機銃が6門と13.2ミリ機銃が4門となっている）である。

## 運用国
- アルゼンチン
- ボリビア
- ブラジル
- カナダ
- スイス（損傷して着陸を求めた機体などを接収）
- コロンビア
- デンマーク
- ドミニカ共和国

- フランス
- ドイツ国（鹵獲機を使用）
- イラン
- イスラエル
- 大日本帝国（鹵獲機を使用）
- メキシコ
- ニカラグア
- ペルー

- ポルトガル
- 南アフリカ連邦
- 中華民国（台湾）
- ソビエト連邦
- スウェーデン
- イギリス
- アメリカ合衆国

## 現存する機体
| 型名              | 番号/名称                                  | 機体写真 | 所在地                        | 所有者                                                                      | 公開状況 | 状態       | 備考 |
| ----------------- | ------------------------------------------ | -------- | ----------------------------- | --------------------------------------------------------------------------- | -------- | ---------- | --- |
| B-17D-BO          | 40-3097 The Swoose                         |          | アメリカ オハイオ州           | 国立アメリカ空軍博物館                                                      | 公開     | 修復中     | [ 28 ] |
| B-17E-BO          | 41-2446 2257 Swamp Ghost                   |          | アメリカ ハワイ州             | 真珠湾航空博物館                                                            | 公開     | 保管中     | [ 30 ] |
| B-17E-BO          | 41-2595 2406 Desert Rat                    |          | アメリカ イリノイ州           | マイケル・W・ケルナー氏 (Michael W. Kellner)                                | 非公開   | 修復中     | [ 31 ] |
| B-17E-BO          | 41-9032 2504 My Gal Sal                    |          | アメリカ ルイジアナ州         | 国立第二次世界大戦博物館                                                    | 公開     | 静態展示   | [ 33 ] |
| B-17E-BO          | 41-9210 2682                               |          | アメリカ ワシントン州         | 飛行遺産空中戦・兵器博物館                                                  | 公開     | 保管中     | 部品の状態で展示されている。 |
| B-17E-BO          | 41-9234 2706 Grey Ghost                    | 写真     | パプアニューギニア            | 南緯7度24分21秒 東経146度48分20秒 / 南緯7.405955度 東経146.805566度         | -        | 放置       | 1943年1月8日、ワウ近くの山に衝突した。 現在回収作業が計画されている。 |
| B-17F-1-BO        | 41-24371 3056 Devils from Hell             |          | イタリア                      | 北緯38度09分38秒 東経13度26分12秒 / 北緯38.160690度 東経13.436701度         | -        | 放置       | 1943年4月18日にパレルモの海岸に不時着した。 |
| B-17F-10-BO       | 41-24485 3170 Memphis Belle                |          | アメリカ オハイオ州           | 国立アメリカ空軍博物館                                                      | 公開     | 静態展示   | 飛行可能なG型には幾つか同名機があるが、この機体が本物の"Memphis Belle"である。 |
| B-17F-20-BO       | 41-24521 3206 Black Jack /The Joker's Wild | 写真     | ソロモン諸島                  | 南緯9度16分26秒 東経159度46分31秒 / 南緯9.273986度 東経159.775272度         | -        | 放置       | 1943年7月11日に不時着水した。 |
| B-17F-50-DL       | 42-3374 8310 Homesick Angel                |          | アメリカ ネブラスカ州         | オファット空軍基地                                                          | 公開     | 静態展示   | [ 41 ] |
| B-17F-70-BO       | 42-29782 4896 Boeing Bee                   |          | アメリカ ワシントン州         | ミュージアム・オブ・フライト                                                | 公開     | 静態展示   | 世界で唯一飛行可能なB-17Fであるが、現在は静態展示となっている。 |
| B-17G-1-BO        | 42-31044 6158 Her Did                      |          | フランス                      | 北緯42度34分19秒 東経8度45分46秒 / 北緯42.572058度 東経8.762800度           | -        | 放置       | 1944年2月14日、コルシカ島近海に不時着水した。 |
| B-17G-35-BO       | 42-32076 7190 Shoo Shoo Shoo Baby          |          | アメリカ オハイオ州           | 国立アメリカ空軍博物館                                                      | 公開     | 保管中     | [ 45 ] |
| B-17G-90-BO       | 43-38635 9615 Virgin's Delight             |          | アメリカ カリフォルニア州     | キャッスル航空博物館                                                        | 公開     | 静態展示   | [ 47 ] |
| B-17G-50-DL       | 44-6393 22616 Starduster                   |          | アメリカ カリフォルニア州     | マーチフィールド航空博物館                                                  | 公開     | 静態展示   | [ 49 ] |
| B-17G-60-DL       | 44-6630 22853                              | 写真     | クロアティア                  | 北緯43度00分47秒 東経16度12分40秒 / 北緯43.013095度 東経16.211020度         | -        | 放置       | |
| B-17G-70-VE       | 44-8543 7943 Madras Maiden                 |          | アメリカ オレゴン州           | エリクソン航空機コレクション                                                | 公開     | 飛行可能   | [ 51 ] |
| B-17G-85-VE       | 44-8846 8246 The Pink Lady                 |          | フランス パリ                 | "ヴォランテは永遠の要塞"財団(Forteresse Toujours Volante)                   | 公開     | 飛行可能   | |
| B-17G-85-VE       | 44-8889 8289                               |          | フランス セーヌ＝サン・ドニ県 | ル・ブルジェ航空宇宙博物館                                                  | 非公開   | 保管中     | |
| B-17G-85-DL       | 44-83512 32153                             |          | アメリカ テキサス州           | アメリカ空軍航空兵遺産博物館                                                | 公開     | 静態展示   | 42-97328"Heaven's Above"の塗装がされている。 |
| B-17G-85-DL       | 44-83514 32155 Sentimental Journey         |          | アメリカ アリゾナ州           | 記念空軍(CAF)                                                               | 公開     | 飛行可能   | [ 57 ] |
| B-17G-85-DL       | 44-83525 32166                             |          | アメリカ フロリダ州           | ファンタジー・オブ・フライト                                                | 公開     | 保管中     | 41-2489"Suzy Q"の塗装がされている。 |
| B-17G-85-DL       | 44-83542 32183                             |          | アメリカ フロリダ州           | ファンタジー・オブ・フライト                                                | 公開     | 静態展示   | 42-37994"Piccadilly Princess"の塗装がされている。 |
| B-17G-85-DL       | 44-83546 32187                             |          | アメリカ カリフォルニア州     | 国立軍用機博物館軍用機修復社(Military Aircraft Restoration Corp.)からの貸与 | 公開     | 飛行可能   | 41-24485"Memphis Belle"の塗装がされている。 予約すれば搭乗も可能。 |
| B-17G-85-DL       | 44-83559 32200                             |          | アメリカ ネブラスカ州         | 戦略航空軍団・航空宇宙博物館                                                | 公開     | 静態展示   | [ 62 ] |
| B-17G-85-DL       | 44-83563 32204                             |          | アメリカ カリフォルニア州     | リヨン航空博物館                                                            | 公開     | 飛行可能   | 42-97400"Fuddy Duddy"の塗装がされている。 |
| B-17G-85-DL       | 44-83575 32216                             |          | アメリカ マサチューセッツ州   | コリングス・ファウンデーション                                              | 不明     | 不明       | 42-31909"Nine-O-Nine"の塗装がされている。 2019年10月2日、ブラッドレー国際空港で着陸に失敗して倉庫に突入、大破した。 |
| B-17G-90-DL       | 44-83624 32265                             |          | アメリカ デラウェア州         | 航空機動軍団博物館                                                          | 公開     | 静態展示   | 42-107112"Sleepy Time Gal"の塗装がされている。 |
| B-17G-90-DL       | 44-83663 32304 Short Bier                  |          | アメリカ ユタ州               | ヒル航空宇宙博物館                                                          | 公開     | 静態展示   | [ 69 ] |
| B-17G-90-DL       | 44-83684 32325 Piccadilly Lilly II         |          | アメリカ カリフォルニア州     | プレーンズ・オブ・フェイム航空博物館                                        | 公開     | 修復中     | 飛行可能な状態へと修復している最中である。 |
| B-17G-90-DL       | 44-83690 32331                             |          | アメリカ ジョージア州         | ミュージアム・オブ・エイヴィエーション                                      | 公開     | 修復中     | グリソム航空博物館より修復のため移管されている。 |
| B-17G-95-DL       | 44-83718 32359                             |          | ブラジル リオデジャネイロ     | 航空宇宙博物館                                                              | 公開     | 保管中     | |
| B-17G-95-DL       | 44-83735 32376 Mary Alice                  |          | イギリス ケンブリッジシャー州 | ダックスフォード帝国戦争博物館                                              | 公開     | 静態展示   | |
| B-17G-95-DL       | 44-83785 32426                             |          | アメリカ マサチューセッツ州   | コリングス・ファウンデーション                                              | 公開     | 静態展示   | 2015年に左記団体がエヴァーグリーン航空宇宙博物館(EASM)より買った機体。 左の写真はEASM時代のもの。 |
| B-17G-95-DL       | 44-83790 32431                             |          | アメリカ ジョージア州         | ドン・ブルックス氏 (Don Brooks)                                             | 非公開   | 修復中     | |
| B-17G-95-DL       | 44-83814 32455 City of Savannah            |          | アメリカ ジョージア州         | 国立強力第8空軍博物館                                                       | 公開     | 修復中     | [ 78 ] |
| B-17G-95-DL PB-1W | 44-83863 77231(USN) 32504                  | [ 79 ]   | アメリカ フロリダ州           | 空軍兵装博物館                                                              | 公開     | 静態展示   | 海軍型のPB-1Wとして海軍に納入され、運用された後に空軍で消火機として使用された機体。 42-30180の塗装がされている。 |
| B-17G-95-DL       | 44-83868 32509                             |          | イギリス ロンドン             | イギリス空軍博物館ロンドン館                                                | 公開     | 静態展示   | [ 83 ] |
| B-17G-95-DL       | 44-83872 32513 Texas Raiders               |          | アメリカ テキサス州           | 記念空軍(CAF)                                                               | 公開     | 事故大破   | "Texas Raiders"の名は、1969年にCAFによって名付けられた 2022年11月の事故で大破。 |
| B-17G-95-DL       | 44-83884 32525                             |          | アメリカ ルイジアナ州         | バークスデール世界勢力博物館                                                | 公開     | 静態展示   | ダグラス社製のB-17の最後から2番目の機体。 42-31255"Miss Liberty Belle"の塗装がされているが、側面の塗装は異なり、尾部は45-31340の塗装となっている。                                                                       |
| B-17G-100-VE      | 44-85599 8508                              |          | アメリカ テキサス州           | ダイエス空軍基地                                                            | 公開     | 静態展示   | 42-38133"Reluctant Dragon"の塗装がされている。 |
| B-17G-100-VE      | 44-85583 8542                              | [ 90 ]   | ブラジル ペルナンブーコ州     | レシーフェ空軍基地 (Recife Air Force Base)                                  | 公開     | 静態展示   | |
| B-17G-105-VE      | 44-85718 8627                              |          | アメリカ テキサス州           | ローンスター航空博物館                                                      | 公開     | 飛行可能   | 42-38050"Thunderbird"の塗装がされている。 |
| B-17G-105-VE      | 44-85734 8643                              |          | アメリカ ジョージア州         | ドン・ブルックス氏 (Don Brooks)                                             | 公開     | 修復中     | 2011年の着陸失敗により一部焼損したため、44-83387を使用して展示可能な状態へと復元している最中である。 42-97849"Liberty Belle"の塗装がされている。                                                                         |
| B-17G-105-VE      | 44-85738 8647 Preston's Pride              |          | アメリカ カリフォルニア州     | トゥーレアリアメリカ退役軍人記念館                                          | 公開     | 静態展示   | |
| B-17G-105-VE      | 44-85740 8649                              |          | アメリカ ウィスコンシン州     | 実験航空機協会(EAA)                                                         | 公開     | 飛行可能   | 42-102516"Aluminum Overcast"の塗装がされている。 |
| B-17G-105-VE      | 44-85778 8687 Miss Angela                  |          | アメリカ カリフォルニア州     | パームスプリングス航空博物館                                                | 公開     | 静態展示   | 飛行可能ではあるが、現在は静態展示とされている。 |
| B-17G-105-VE      | 44-85784 8693 Sally B                      |          | イギリス ケンブリッジシャー州 | ダックスフォード帝国戦争博物館                                              | 公開     | 飛行可能   | 戦後、エリー・サリンボー氏(Elly Sallingboe)によって"Sally B"と名付けられた。 尾翼と胴体側面は41-24485"Memphis Belle"の塗装がされている。                                                                                 |
| B-17G-105-VE      | 44-85790 8699 Lacy Lady                    |          | アメリカ オレゴン州           | レイスィズ・ボマー・レストラン 所有:B-17アライアンス                        | 公開     | 修復準備中 | かつてはガソリンスタンドにあった。 後に左記レストランが所有していたが、その後アライアンスの所有となってからは、機首や発動機などが修復のため取り外され、胴体のみ展示という形態をとっている。 ガソリンスタンド時代の様子。 |
| B-17G-110-VE      | 44-85813 8722 Champaign Lady               |          | アメリカ オハイオ州           | チャンペイン航空博物館                                                      | 公開     | 修復中     | カーティス・ライト社製ターボプロップエンジンを搭載して飛行していた機体。 飛行可能な状態へと修復されている。 |
| B-17G-110-VE      | 44-85828 8737                              |          | アメリカ アリゾナ州           | ピマ航空宇宙博物館                                                          | 公開     | 静態展示   | 'I'll Be Around" (レプリカ) |
| B-17G-110-VE      | 45-85829 8738 Yankee Lady                  |          | アメリカ ミシガン州           | ヤンキー航空博物館                                                          | 公開     | 飛行可能   | 左記博物館の所有となってから"Yankee Lady"と名付けられた。 |

## 墜落事故
- 1935年10月30日、ボーイング モデル299 (XB-17)が離陸直後に失速、スピンして地面に激突し炎上した。
- 1945年7月24日 - 浜名湖今切口付近を低空飛行中に高射砲を受けて神宮寺（湖西市新居町）付近の山中に墜落[110]、搭乗員10人が死亡した[110]。1952年には、神宮寺に「米殉国勇士之英魂」の石碑が建立された[110]。2015年から慰霊祭が再開されている[110]。
- 2019年10月2日 - コネティカット州ハートフォードの空港で離陸に失敗して炎上し、少なくとも７人が死亡した[111]。
- 2022年11月12日 - ダラス・エグゼクティブ空港で開催された航空ショーにてベル・P-63と空中衝突して墜落した[112]。